# Arrival of Everglow
Arrival of Everglow – debiutancki single album południowokoreańskiego girlsbandu Everglow. Singel został wydany cyfrowo 18 marca 2019 r., a fizycznie 19 marca 2019 r. przez Yuehua Entertainment, w dystrybucji Genie Music i Stone Music Entertainment. Single album zawiera trzy utwory: „Moon”, „D+1” oraz główny utwór „Bon Bon Chocolat”.

## Wydanie
Yuehua Entertainment 6 marca 2019 roku, ogłosiło za pośrednictwem SNS, że Everglow zadebiutuje single albumem, który nosi nazwę ARRIVAL OF EVERGLOW.
Zdjęcia koncepcyjne, które przedstawiają każdą z członkiń z grupy zostały wydane 8 marca 2019 r. Singel zawiera trzy utwory: „Moon”, główny utwór „Bon Bon Chocolat” oraz „D+1”. Zwiastun teledysku został wydany 12 marca, a pełny teledysk 18 marca.
Choreografię do „Bon Bon Chocolat” przygotowała Lia Kim.

## Promocja
Everglow zorganizowały pokaz na żywo w Blue Square YES24 Live Hall 18 marca, gdzie wykonało „Bon Bon Chocolat” wraz z „Moon” oraz „D+1”.
Grupa promocję głównego singla „Bon Bon Chocolat” rozpoczęła 21 marca. Wtedy po raz pierwszy Everglow wykonało utwór "Bon Bon Chocolat" w programie M Countdown Mnet, a następnie w programie Music Bank (KBS2),  Show! Music Core (MBC) i Inkigayo (SBS).

## Wydajność komercyjna
Utwór „Bon Bon Chocolat” zadebiutował na 5. miejscu na Billboard World Digital Songs i na 10. miejscu na KKBox Kpop chart.

## Lista utworów
| Nr | Tytuł utworu                    | Tekst                                            | Kompozycja                                                 | Aranżacja                                 | Długość |
| -- | ------------------------------- | ------------------------------------------------ | ---------------------------------------------------------- | ----------------------------------------- | ------- |
| 1. | „Moon” (달아)                   | Seo Ji-eum, E:U                                  | Andreas Öberg, Ludwig Lindell, Skylar Mones, Rosanna Ener  | Ludwig Lindell                            | 3:14    |
| 2. | „Bon Bon Chocolat” (봉봉쇼콜라) | JQ, Tomboy, Yoonsoo, Lee Ji-won (makeumineworks) | Melanie Fontana, Michel 'Lindgren' Schulz, Jurek Reunämaki | Jurek Reunämaki, Michel 'Lindgren' Schulz | 3:49    |
| 3. | „D+1”                           | Brother Su                                       | 72, Andrew Lane, Breezelle Fox, Geist, Pollock             | Geist, Pollock                            | 4:37    |

## Notowania
| Lista (2019)               | Pozycja |
| -------------------------- | ------- |
| South Korean Albums (Gaon) | 6       |

## Wyróżnienia
| Krytyk/publikacja | Lista                          | Piosenka           | Ranga |
| ----------------- | ------------------------------ | ------------------ | ----- |
| MTV               | The Best K-pop B-sides of 2019 | „Moon”             | 19    |
| Rafinery29        | The Best K-Pop Songs Of 2019   | „Bon Bon Chocolat” | 19    |